# گارگین هاروتیونیان
گارگین موُسِسی هاروتیونیان (ارمنی: Գարեգին Մովսեսի Հարությունյան؛ زاده ۱۰ سپتامبر ۱۹۲۲ - درگذشته ۸ سپتامبر ۲۰۱۳) مورخ اهل ارمنستان بود.

## زندگی‌نامه
وی در ۱۰ سپتامبر ۱۹۲۲ در گوریس در به دنیا آمد و از دانشگاه دولتی ایروان فارغ‌التحصیل گشت.   وی همچنین برنده جوایزی همچون آموزگار شایسته جمهوری ارمنستان (۲۰۰۹) شد. وی در ۸ سپتامبر ۲۰۱۳ در سن ۹۰ سالگی درگذشت.

## یادداشت
1. ↑  պատմական գիտությունների թեկնածու